# Holzschnitt-Museum
Im Holzschnitt-Museum  im Mössinger Stadtteil Öschingen im Landkreis Tübingen werden Kunst und Technik des Hochdrucks, insbesondere des Holzschnitts, gezeigt.

## Geschichte und aktuelle Nutzung

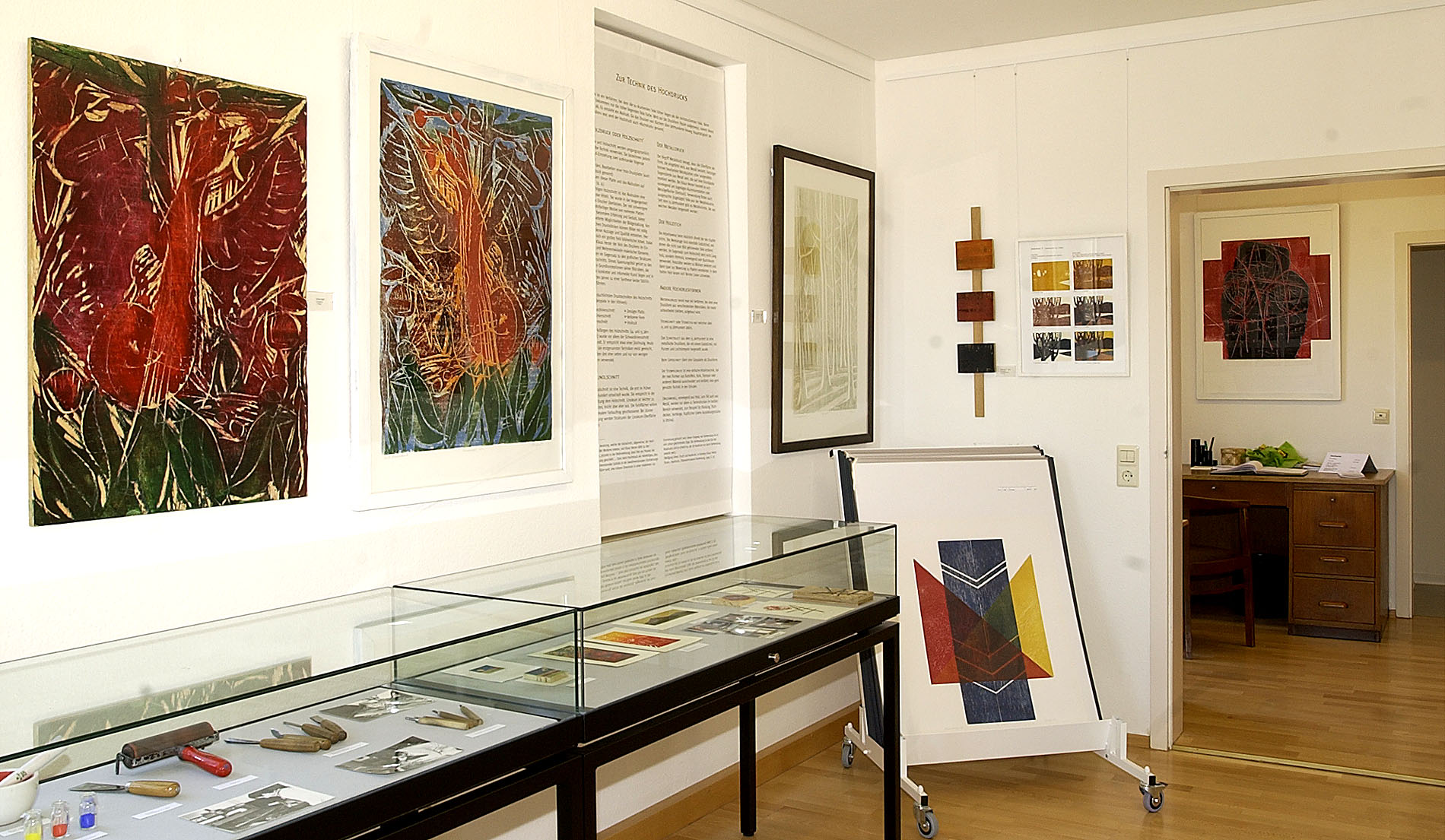
Der erste Raum im Holzschnitt-Museum

Der Holzschneider und Maler Klaus Herzer entwickelte neue Techniken im Holz- und Metalldruck. Dies führte im Jahr 2000 zur Idee der Gründung eines Holzschnitt-Museums. Das Holzschnitt-Museum wurde am 24. November 2001 im alten Öschinger Rathaus, einem Fachwerkhaus aus dem Jahre 1700, eröffnet und beherbergt die »Kunststiftung Klaus Herzer«. Diese umfasst etwa 1800 Holz- und Metalldrucke und außerdem Druckstöcke, Holzplastiken, Monotypien, eine Grieshaber-Druckpresse, eine Andruckpresse und andere Utensilien. Der Holzschnitt und andere Druckverfahren werden dem Besucher nahegebracht. Bildbeispiele, Ausstellungsgegenstände und Texte erklären die Druckverfahren.

## Ausstellungsaktivitäten

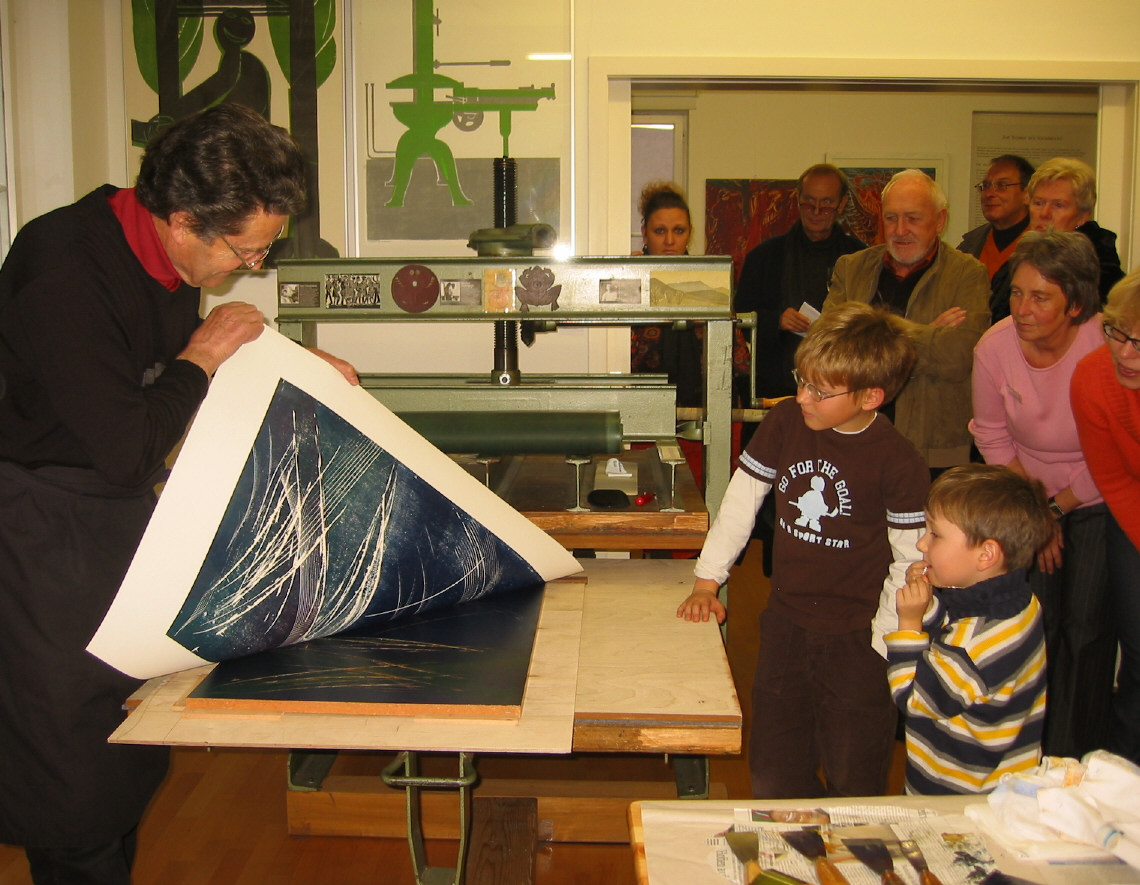
Druck mit der Grieshaber-Presse

Bei der Museumskonzeption war es ein Anliegen, ein lebendiges Museum zu schaffen. Neben Führungen haben sich inzwischen die „Öschinger Museumsgespräche“ etabliert. Bildende Künstler, Musiker, Theologen, Philosophen, Kunsthistoriker und Literaturwissenschaftler tragen durch Vorträge und Diskussionen zur Belebung des Museums bei. Auch Konzerte finden in den Ausstellungsräumen statt. Bei Druckaktionen dürfen Besucher bei der Entstehung eines neuen Bildes mitarbeiten.

## Förderverein
Seit dem 20. September 2001 gibt es den Verein „Freunde des Holzschnitt-Museums Klaus Herzer“. Die Ziele des Verein sind, die Wertschätzung dieser Kunststiftung zu verankern, das Interesse breiter Bevölkerungsschichten zu wecken und das Haus mit Leben zu füllen.